# 胡順妃
顺妃胡氏，明太祖朱元璋妃，开国功臣豫章侯胡美的长女。生子湘王朱柏。

## 生平
洪武三年五月，胡氏册封为顺妃。洪武四年生皇十二子湘王朱柏。
1384年，朱元璋疑锦衣卫秦指挥有乱宫事，斩之。胡氏谏曰：“深宫严禁，安有此事？”朱元璋盛怒，亦杀之。妃父豫章侯胡美，令自缢，妃之兄弟俱斩于玄津桥。悉诛宫人，瘗于聚宝山下。
洪武二十三年五月初二日，朱元璋口诏几四千言，命刑部尚书杨靖制作榜文。榜文说：豫章侯胡美，长女入宫，贵居妃位。本人二次入乱宫禁，初被阉人赚入，明知不可，次又复入。且本人未入之先，阉人已将其小婿并二子宫中暗行二年余。洪武十七年事觉，子婿刑死，本人赐以自尽，杀身亡家，姓氏俱没。